# Ted Bundy (pel·lícula)
Ted Bundy és una pel·lícula biogràfica de thriller criminal del 2002 escrita i dirigida per Matthew Bright, i coescrita per Stephen Johnston. Va tenir una estrena limitada al cinema, és una dramatització fictícia dels crims de Ted Bundy, un assassí en sèrie estatunidenc que va violar i assassinar desenes de dones i nenes als Estats Units durant la dècada de 1970. És protagonitzada per Michael Reilly Burke com el personatge principal, i Boti Bliss com la xicota de Bundy, Lee.

## Argument
A Seattle l'any 1974, l'estudiant de dret Ted Bundy sembla ser el típic noi amable que viu al costat, però dins d'aquest amable senyor hi ha un monstre. Després de veure dones des de les seves finestres mentre es masturbava, en Ted va agafant el coratge per cometre el seu primer assassinat. A partir d'aquí, sempre aconsegueix atreure una dona jove al seu cotxe fingint un braç trencat o una malaltia o disfressar-se d'agent de policia. Després la deixa inconscient, la lliga i la condueix a un lloc concertat on la viola i la assassina. Conduint el seu VW Beetle groc, deixa un rastre sagnant pels Estats Units. La policia és a fosques, ja que ningú sospita d'un ciutadà model i estudiant ambiciós com Ted.
Finalment, el 1975, una de les víctimes de Ted, Tina Gabler, s'escapa d'ell quan es llança del seu cotxe en marxa. D'acord amb la seva descripció del seu cotxe, Ted és aturat per un agent de policia i arrestat. Al seu maleter, la policia troba màscares de mitges, una serra de mà, una palanca, ganivets, cordes i manilles. Tot i que Tina Gabler l'identifica en una formació, Ted nega haver vist mai la dona. Quan rep la visita de la seva xicota, Lee, a una presó de Colorado, en Ted li admet que s'han portat càrrecs contra ell per múltiples assassinats, però subratlla el fet que no hi ha proves, però, i que mai serà condemnat; en aquest moment, Lee s'adona que en Ted és culpable, i ella trenca amb ell.
Ted demana representar-se a si mateix al seu judici i se li concedeix accés a la biblioteca de dret del jutjat. S'escapa ràpidament saltant des d'una finestra del pis superior. Torna a ser empresonat després d'un intent de robatori d'automòbil, però aconsegueix escapar de nou mesos després. En instal·lar-se a Florida, Ted lloga una habitació amb un àlies, roba una furgoneta i continua amb la seva època d'assassinats. Aquesta vegada domina quatre dones a la seva casa de germandat i assassina brutalment a dues d'elles. La seva sed de sang encara no satisfeta, Ted viola i assassina una nena de dotze anys l'endemà. Després s'embriaga molt i és reconegut per un agent de policia i arrestat després d'una breu persecució.
Ted és jutjat i condemnat a mort. Després de demanar pietat al governador sense èxit, Ted fa una declaració final abans de ser executat a la cadira elèctrica; es revela que el botxí és una dona. Mentre Lee mira la cobertura informativa de l'execució amb el seu marit, es pregunta: "Qui era Ted Bundy?"

## Repartiment
- Michael Reilly Burke com a Ted Bundy
- Boti Bliss com a Lee
- Julianna McCarthy com a professora
- Jennifer Tisdale com a Pretty Girl
- Steffani Brass com a Julie
- Tricia Dickson com Barbara Vincennes
- Meadow Sisto com Suzanne Welch
- Eric Da Re com a festejador masculí
- Deborah Offner com a Beverly
- Zarah Little com a Patricia Garber
- Alison West com a Shawn Randall
- Matt Hoffman com a Arnie
- Renee Intlekofer com a Miriam Cutler
- Diana Kauffman com Wendy Fitz
- Tiffany Shepis com a Tina Gabler
- Katrina Miller com a Gilcrest
- Rachael Rowan Hastings com a Terry Bell
- Tom Savini com a detectiu de Salt Lake City
- Gary H. Walton com a Randy
- Marina Black com a Kate
- Alexa Jago com a Betty
- Carol Mansell com a Sra. Myers
- Rachael MacKenna com a Vicky Cassidy
- Bridget Butler com a Lara Davidson
- Holly Towne com a López
- Phoebe Dollar com a Richardson
- Natasha Goodman com Moore
- Radiografia com Suzanne Bruster
- Joe McDougall com a Florida Guard Joe
- Wayne Morse com a Florida Guard Bob
- Steve Whelan com el guàrdia de Florida Wesley
- Jesse Rutherford com jo sóc Ted Kid
- Alexa Nikolas com sóc Ted Kid
- Tracey Walter com a Randy Myers

## Estrena
La pel·lícula va tenir una estrena limitada a les sales als Estats Units, en llocs com ara Nova York i Los Angeles, el setembre de 2002. Als Estats Units, va recaptar 1.710 dòlars el cap de setmana d'obertura i 6.073 dòlars en total, i a nivell internacional va recaptar 62.643 dòlars, per un suma total de 68.716 $.

### Mitjans domèstics
Ted Bundy es va llançar als Estats Units en DVD l'1 d'octubre de 2002 i al Regne Unit el novembre de 2003 sota el títol Bundy.
La pel·lícula es va estrenar per primera vegada en un disc Blu-ray per l'empresa de vídeos domèstics Vinegar Syndrome el 31 de gener de 2023.

## Recepció
A l'agregador de ressenyes Rotten Tomatoes, la pel·lícula té un índex d'aprovació del 41% basat en vint-i-dues ressenyes, amb una valoració mitjana de 5/10. El consens crític del lloc web diu: "Ted Bundy malgasta una actuació impressionant de Michael Reilly Burke en una pel·lícula d’explotació buida de qualsevol context social o profunditat." Metacritic va assignar a la pel·lícula una mitjana ponderada de 37 sobre 100, basada en onze crítiques, indicant crítiques "generalment desfavorables".
Tot i que va criticar l'escena final "realment ofensiva" de la pel·lícula, Chauncey Gardner de Ain't It Cool News, d'altra manera, va elogiar-la, escrivint: "És la pel·lícula American Psycho volia ser l'examen d'una ànima malalta i retorçada." Maitland McDonagh de TV Guide va donar a la pel·lícula una puntuació de 3/5, va felicitar a Matthew Bright per no ser glamurós o fetitxitzant Ted Bundy o els seus crims, i va elogiar l'actuació de Burke, titllant-la de "morta" i una actuació que evocava perfectament "la subtil equivocació sota la façana que va atrapar la imaginació pública". Derek Elley de Variety també va elogiar la pel·lícula "pulposa" i amb humor macabre, considerant-la una "qualitat de baix pressupost" que se sentia com una "comèdia dramàtica d'estigia inquietant" amb una actuació sine qua non de Burke.
The Christian Science Monitor va tenir una resposta tèbia a la pel·lícula, titllant-la de "melodrama" i donant-li una puntuació de 2/4 abans d'escriure: "És una cosa horrible, però no més explotador que molts informes de televisió convencionals sobre crims violents." Marrit Ingman de The Austin Chronicle va donar a Ted Bundy una puntuació d'1/5, després d'haver trobat aspectes com la seva atmosfera inquietant i els comentaris sobre la societat dels anys setanta que s'havien vist soscavats pel "confús" que era el seu to, i finalment va concloure que la pel·lícula no semblava saber "què dir sobre el tema." De la mateixa manera, Neil Smith de la BBC va criticar la pel·lícula, donant-li una puntuació de 2/5 tot menyspreant-la com una "orgia de violència gratuïta" en la qual "No aprenem gairebé res sobre què va fer que Bundy funcionés i no deixem una comprensió més propera de com es produeixen aquestes aberracions."
Peter Bradshaw de The Guardian va trobar que la pel·lícula era un assumpte penós i "devorablement inútil", i va escriure: "Aquesta pel·lícula és sens dubte més honesta que els vehicles estrella sexy com Red Dragon. Això no impedeix que sigui poc gratificant, desagradable i molt, molt avorrida." David Chute de LA Weekly va ser crític amb el to de la pel·lícula, afirmant de manera burleta: "És possible que s'estigués intentant alguna cosa de moda i transgressora aquí que es va negar obstinadament a congelar-se, però el resultat és més desconcertant que inquietant." Mike D'Angelo de Time Out va menysprear en gran manera la pel·lícula, opinant que hi va haver "massa explotació i massa poc art" i que "la visió de persones d'aspecte normal cometent actes increïblement viciosos ja no comporta un càrrec inherent, i Ted Bundy ofereix poca cosa més."
Jack Mathews del New York Daily News va condemnar la pel·lícula, ridiculitzant-la com una "explotació repugnant" i afirmant, a més: "Si l'objectiu d'aquesta pel·lícula de terror biogràfica sobre un dels assassins en sèrie més malalts d'Amèrica fos ser tan repugnant com el seu tema, missió complerta." De la mateixa manera, Megan Turner del New York Post va considerar la pel·lícula una "experiència desagradable, explotadora i completament desagradable" que va ser alhora "sorda" i "més que una mica misògina". En una ressenya escrita per a The Village Voice, Michael Atkinson va opinar que la pel·lícula "mai aprofundeix molt" i va concloure: "Al final, l'única justificació de Ted Bundy és la fascinació comuna però inexplorada del director pel maníac frustrat; no hi ha cap punt més gran, i poc context social. Això no és Males terres."
Michael Reilly Burke i Boti Bliss van ser nominats com a millor actor i millor actriu secundària, respectivament, als Fangoria Chainsaw Awards de 2003.